# Port de Virtsu
Le port de Virtsu (en estonien : Virtsu sadam, code EE VIR ) est un port maritime situé dans le village de Virtsu dans la commune de Lääneranna en Estonie,.

## Présentation
Depuis les années 1930 le port de Virtsu est situé sur la rive orientale du détroit de Suure.
Il existe une liaison par traversier entre le port de Virtu et le port de Kuivastu.
Le port dispose de 10 quais d'amarrage.
Des navires d'une longueur allant jusqu'à 130 m et d'un tirant d'eau allant jusqu'à 6,5 m peuvent être reçus.
Il y a un café et une boutique dans le port.

## Galerie

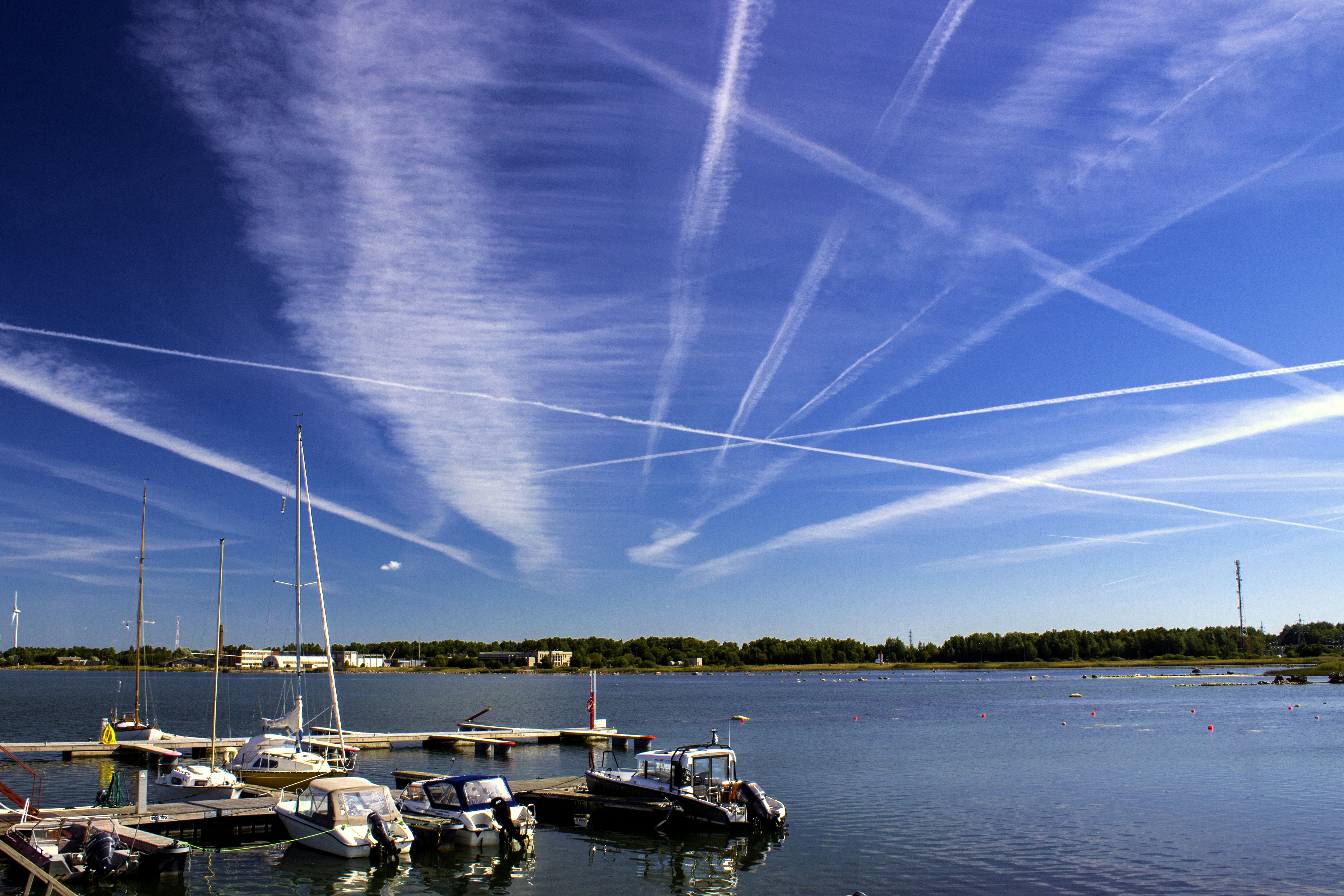
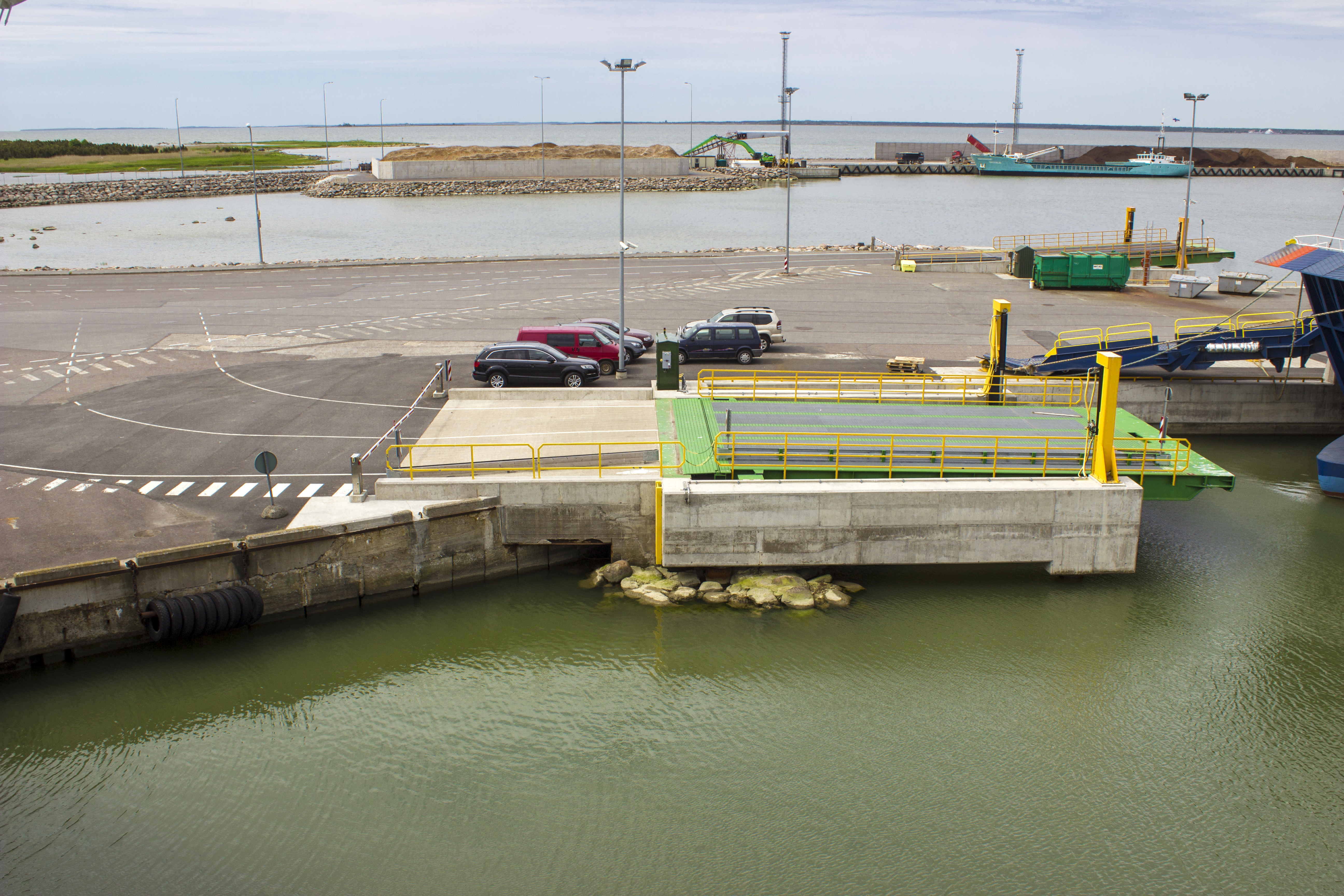
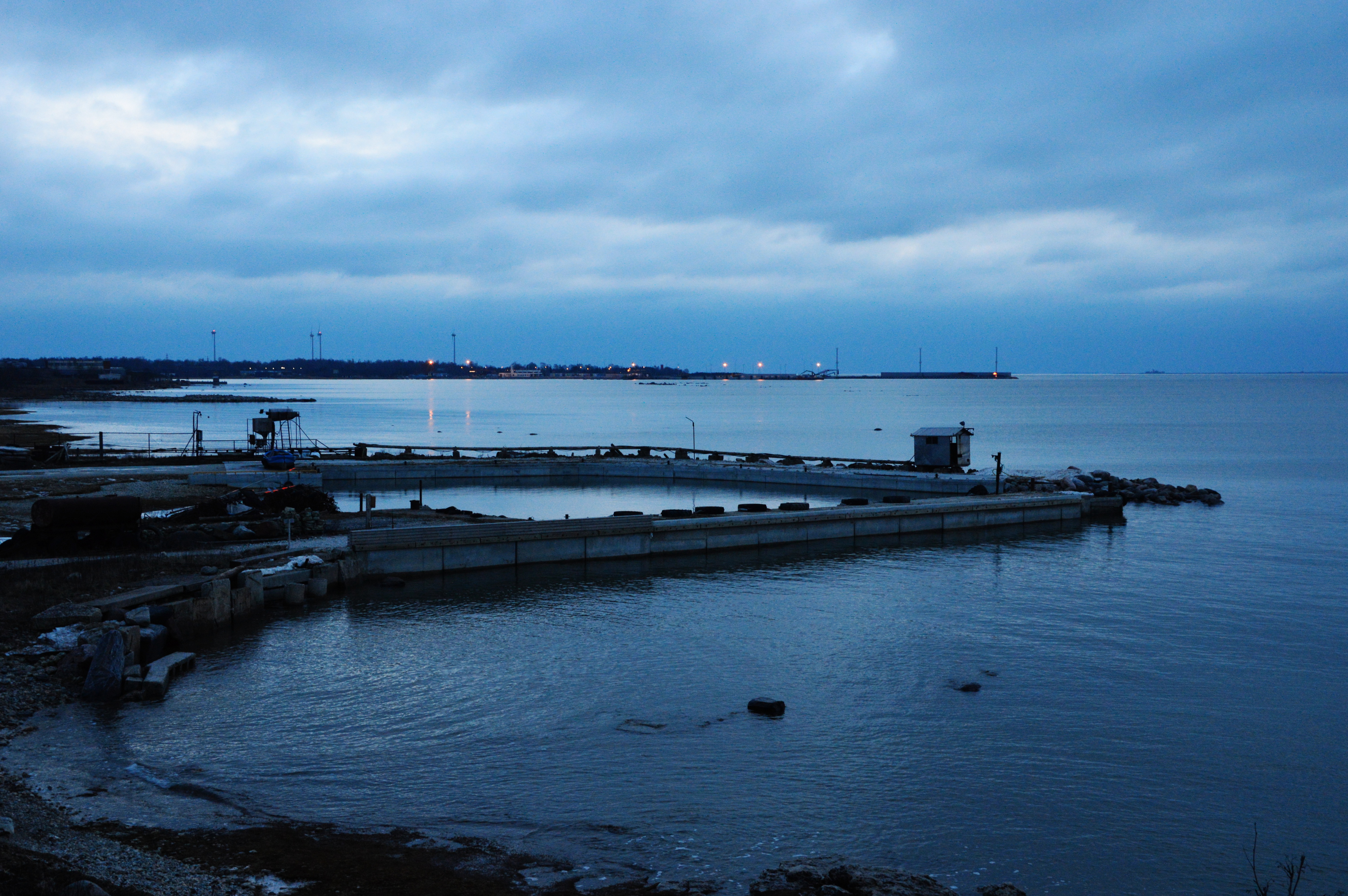